# Le Monde magique de Salma
Pour plus de détails, voir Fiche technique et Distribution.
Le Monde magique de Salma (Día de Muertos) est un film d'animation mexicain réalisé par Carlos Gutiérrez Medrano et sorti en 2019. Il est présenté sous le titre Salma's Big Wish au FIFA 2019.

## Synopsis
Salmita (Salma) est une orpheline de 16 ans qui part à la recherche de ses parents. Elle ne sait rien de son héritage familial, autre qu'elle a été abandonnée à la naissance. À Santa Clara, où elle a toujours vécu, elle découvre un jour un livre qui raconte l'histoire du village et de son peuple. Les pages vont alors guidés la jeune fille dans une aventure, avec ses deux frères adoptifs, Jorge et Pedro, à la découverte de ses parents.  

## Fiche technique
- Titre : Salma's Big Wish
- Titre original : Día de Muertos
- Réalisation : Carlos Gutiérrez Medrano
- Scénario : Juan José Medina, Pancho Rodríguez et Eduardo Ancer
- Animation : Juan José Medina et Ricardo Torres
- Montage : Carlos Gutiérrez Medrano, Juan José Medina et Yadin Salmerón
- Musique : Juan Pablo Miramontes et Alejandro Romero
- Décors : Ricardo Niño et Mario Ruiz
- Producteur : Estefani Gaona
  - Producteur délégué : Carlos Gutiérrez Medrano
  - Producteur exécutif : David Jimenez Alvarez et Vania Hernández
- Production : Metacube Tecnologia y Entretenimiento
- Distribution : Cinema Management Group
- Pays de production :  Mexique
- Format : couleur
- Genre : Animation
- Langue originale : anglais
- Durée : 85 minutes
- Dates de sortie :
  - Mexique :
    - 8 mars 2019 (Guadalajara)
    - 30 octobre 2019 (en salles)

  - France : 10 juin 2019 (FIFA 2019)

## Distribution

### Voix originales
- Cristina Milizia : Salma
- Joe Hernandez : Jorge
- Carlo Rota : Morlett
- Luis Dubuc : Pedro
- Jewels Jaselle : Carmen
- Dino Andrade : Julian
- Dani Artaud : l'œil gauche du squelette
- Susana Ballesteros : Dona Sara
- Diego Osorio : Fernandez

### Voix françaises
- Lola Créton : Salma
- Jean-François Chaulange : Jorge
- Philippe Roullier : Morlett
- Grégory Laisne : Pedro
- Nayeli Forest : Carmen
- Jean-Pierre Leblan : Julian
- Jean-Christophe Lecomte : l'œil gauche du squelette
- Nayeli Forest : Dona Sara